# Litere, Arte și Idei
Litere, Arte și Idei (LA&I) este o revistă din România, suplimentul cultural al ziarului Cotidianul.